# 에미야 씨네 오늘의 밥상
《에미야 씨네 오늘의 밥상》(衛宮さんちの今日のごはん)은 TYPE-MOON 원작, TAa의 일본의 만화 작품이다.